# هاشم بن عتبة
أَبُو سَعِيدْ هَاشِم بْنُ عُتْبَة بْنِ أَبِي وَقَّاصِ الزُهْرِي القُرَشِي (توفي سنة 37 هـ) المعروف بالمرقال، صحابي جليل شارك في حروب الردة تحت قيادة أبي بكر الصديق وفتوحات العراق وفارس و الشام تحت قيادة عمر بن الخطاب وخالد بن الوليد وشارك في صفين مع علي بن أبي طالب. يُعد من التابعين الكبار وبعضهم عده في الصحابة باعتبار أدرك زمن النبوة، وكان صالحًا زاهدًا.

## نسبه
- هو: هاشم بن عتبة بن أبي وقاص بن أهيب بن عبد مناف بن زهرة بن كلاب بن مرة بن كعب بن لؤي بن غالب بن فهر بن مالك بن قريش بن كنانة بن خزيمة بن مدركة بن إلياس بن مضر بن نزار بن معد بن عدنان، الزهري القرشي. وهو ابن عتبة بن أبي وقاص أخو سعد بن أبي وقاص.

## صفاته
كان هاشم المرقال رجلاً ضخماً، وقد قال قبل مصرعه: أيّها الناس، إنّي رجل ضخم، فلا يَهولَنّكم مَسقَطي إذا سقطت.

## جهاده وأقوال عنه
جهاده 
أسلم يوم الفتح وذهبت عينه يوم اليرموك.
قال الدولابي: لقب بالمرقال؛ لأنه كان يرقل في الحرب أي يسرع، من الإرقال وهو ضرب من العدو.
كان قائدا لجيش المسلمين. قاتل المرتدين بعد وفاة النبي. قاتل في معركة اليرموك ضد الروم بقيادة خالد بن الوليد، و اختاره خالد ليضمه إلى مائة من المقاتلين. أصيبت عينه اليمنى يوم اليرموك. و كان له دور في معركة القادسية، حيث قاد الجيش لفتح مدينة المدائن، عاصمة بلاد فارس ومدينة بعقوبة وباقي مدن محافظة ديالى العراقية. ومن شجاعته واقدامه استشهد في معركة صفين وهو أحد قادة جيش أمير المؤمنين علي.
عقد له سعد لواء ووجهه وفتح الله عليه جلولاء .
 عنه
حين أراد أبو عبيدة بن الجراح أن يختاره على الرجّآلة في وقعة اليرموك، قال: أُوَلِّيها إن شاء الله مَن لا يُخاف نكولُه ولا صدوده عند البأس، أُولّيها هاشمَ بن عتبة بن أبي وقّاص.
- سألت عائشة عمّن قُتل من الناس (في صفين)، فقيل لها فيما قيل: هاشم بن عتبة، فقالت: ذاك رجل ما كادت أن تزلّ دابّته.
- وفي ذكره وذكر عمار بن ياسر وعبد الله بن بديل قال الخوارزميّ: كانوا فرسان العراق، ومَرَدة الحرب، ورجال المعارك وحُتوف الأقران، وأمراء الأجناد وقد فعلوا بأهل الشام ما بقي ذكره على ممرّ الأحقاب.
- وقال ابن عبد البر فيه: كان من الفضلاء الخيار، وكان من الأبطال البُهْم. فُقئت عينه يوم اليرموك، وشهد القادسيّة وأبلى فيها بلاءً حسناً، وقام منه في ذلك ما لم يَقُم من أحد، وكان سببَ الفتح على المسلمين.
- وقال ابن الأثير: كان من الشجعان الأبطال، والفضلاء الأخيار.
- وذكر الذهبي أنّه: كان موصوفاً بالشجاعة والإقدام.
- وكتب ابن قتيبة: كان مع عليّ يوم صِفّين، وكان من أشجع الناس.

قال هذه الأبيات في صفين:

| قد أكثروا لومى وما اقلا   |  | انى شريت النفس لما اعتلا |
| أعور يبغى أهله محل        |  | ا لا بد ان يفل أو يفلا   |
| قد عالج الحياة حتى ملا    |  | اشلهم بذى الكعوب شلا     |
| معَ ابن عمّ أحمدَ المُعلّى فيه |  | الرسولُ بالهدى استهلاّ     |
| أوّلُ مَن صدّقه وصلّى          |  | فجاهدَ الكفّارَ حتّى أبلى    |